# Sete segundos cumes

Mapa que mostra oito cumes que podem ser considerados segundos cumes dos respetivos continentes, segundo as interpretações sobre os limites continentais.

Os sete segundos cumes (em inglês:  "seven second summits") são as segundas montanhas de maior altitude em cada um dos sete continentes. A ideia de realizar a ascensão destas montanhas terá surgido em meados da década de 1990, quando o desafio dos sete cumes, os picos mais altos de cada continente, começou a popularizar-se e se sabe que muitos dos segundos picos são geralmente considerados mais difíceis do que os primeiros. Além dos problemas relativos às fronteiras dos continentes, em especial da delimitação da Oceania e da Europa, que já era colocado na listagem dos sete cumes dos sete continentes, surge a distinção subjetiva entre "verdadeiro cume" e pico secundário (em função da proeminência topográfica), e o facto de que a altitude de alguns picos não se sabe com certeza ou precisão, vêm complicar a elaboração destas listas. Apesar destas dificuldades, seis dos sete picos que em geral obtêm consenso são:
- Monte Quénia em África;
- Monte Tyree na Antártida;
- K2 na Ásia
- Dykh-Tau na Europa
- Monte Logan na América do Norte;
- Ojos del Salado na América do Sul.

Já na Oceania, o Puncak Trikora, o Sumantri o Ngga Pulu e o Puncak Mandala surgem nas diversas listas.